# Довер (Огайо)
Довер (англ. Dover) — місто (англ. city) в США, в окрузі Таскарвас штату Огайо. Населення — 13 112 особи (2020).

## Географія
Довер розташований за координатами 40°31′49″ пн. ш. 81°28′49″ зх. д. / 40.53028° пн. ш. 81.48028° зх. д. (40.530333, -81.480254).  За даними Бюро перепису населення США в 2010 році місто мало площу 14,99 км², з яких 14,72 км² — суходіл та 0,27 км² — водойми.

## Демографія
Згідно з переписом 2010 року, у місті мешкало 12 826 осіб у 5181 домогосподарстві у складі 3297 родин. Густота населення становила 856 осіб/км².  Було 5578 помешкань (372/км²).
Расовий склад населення:
| - 94,1 % — білих - 1,1 % — чорних або афроамериканців - 0,7 % — вихідців з тихоокеанських островів - 0,6 % — корінних американців - 0,5 % — азіатів - 1,7 % — осіб інших рас |

До двох чи більше рас належало 1,4 %. Частка іспаномовних становила 4,1 % від усіх жителів.
За віковим діапазоном населення розподілялося таким чином: 22,3 % — особи молодші 18 років, 55,7 % — особи у віці 18—64 років, 22,0 % — особи у віці 65 років та старші. Медіана віку мешканця становила 42,9 року. На 100 осіб жіночої статі у місті припадало 90,3 чоловіків;  на 100 жінок у віці від 18 років та старших — 85,3 чоловіків також старших 18 років.
Середній дохід на одне домашнє господарство  становив 58 385 доларів США (медіана — 44 083), а середній дохід на одну сім'ю — 63 935 доларів (медіана — 54 272). Медіана доходів становила 43 446 доларів для чоловіків та 31 454 долари для жінок. За межею бідності перебувало 13,1 % осіб, у тому числі 16,5 % дітей у віці до 18 років та 5,7 % осіб у віці 65 років та старших.
Цивільне працевлаштоване населення становило 5385 осіб. Основні галузі зайнятості: виробництво — 24,3 %, освіта, охорона здоров'я та соціальна допомога — 22,5 %, роздрібна торгівля — 13,7 %, мистецтво, розваги та відпочинок — 9,6 %.